# Untouchables (Band)
Die Untouchables (englisch; auf Deutsch etwa „Die Unberührbaren“) waren eine frühe Hardcore-Band aus der US-amerikanischen Hauptstadt Washington. Obwohl sie nur gut ein Jahr existierte und nur vier Stücke veröffentlichte, war sie eine der stilprägenden Bands des D.C. Hardcore und als solche mit gleich drei Titeln auf dem Flex-Your-Head-Sampler vertreten.

## Geschichte
Die Band gründete sich im Oktober 1979. Sänger Alec MacKaye war zu diesem Zeitpunkt erst 13 Jahre alt. Die Mitglieder kannten sich von der Washingtoner Woodrow Wilson High School und waren mit den Teen Idles befreundet, der Band von MacKayes älterem Bruder Ian. Beide Bands hatten im Dezember 1979 gemeinsam ihren jeweils ersten Liveauftritt. Im Februar 1980 gründeten die Untouchables gemeinsam mit den Bad Brains und den Teen Idles einen Verein mit dem Zweck, eine Veranstaltungsräumlichkeit für Hardcorekonzerte anzumieten, da das „Madam's Organ“ im Stadtteil Adams Morgan, die einzige Lokalität, die regelmäßig Hardcorebands buchte und der Szene gleichzeitig als Kommune diente, wegen einer Mieterhöhung schließen musste. Gemeinsam mit den Bad Brains bestritten die Untouchables mehrere Benefizkonzerte für den Verein. Die Band trat auch, eine damals viel beachtete Skurrilität, im Rahmen eines kostenlosen Benefizkonzerts für benachteiligte Jugendliche im mehrheitlich von Schwarzen bewohnten Washingtoner Ghetto Valley Green auf. Im Frühjahr 1980 nahmen die Untouchables und die Teen Idles im selben Studio jeweils eine Demokassette auf, die anschließend im Raum Washington verteilt wurden. Diese Demokassette mit drei Titeln blieb die einzige Veröffentlichung der Untouchables während ihres Bestehens, verschaffte der Band aber große Popularität innerhalb der jungen Washingtoner Hardcoreszene. Die S.O.A.-Vorgängerband The Extorts formierte sich, nachdem sich der Gitarrist Michael Hampton von einem Auftritt der Untouchables nachhaltig beeindruckt zeigte und beschloss, ähnliche Musik zu spielen. Die Government-Issue-Vorgängerband The Stab wurde auf ebendiesem Konzert gegründet. Mit der Auflösung der Teen Idles wurden die Untouchables zur Band mit der meisten Erfahrung innerhalb der Washingtoner Szene. Minor Threat, S.O.A. und die Bad Brains spielten als Vorbands der Band, und sie traten als einer der Headliner beim zweitägigen The Unheard Music Festival in Washington auf, bei dem Rich Moore zusätzlich für den erkrankten Schlagzeuger von Government Issue einspringen musste. Ende des Sommers 1980 verließ Moore Washington, um ein Universitätsstudium aufzunehmen, und wurde durch Danny Ingram ersetzt, der zu dem Zeitpunkt noch kein Schlagzeug spielte und das Spiel erst erlernen musste.
Die Band trennte sich im Januar 1981. MacKaye und Janney gründeten anschließend The Faith, Janney spielte später bei Rites of Spring. MacKaye ist mittlerweile als Maler und Schriftsteller tätig. Queiroz und Ingram wechselten zu Youth Brigade, ersterer später zu Rain.
1992 coverten Sonic Youth das Untouchables-Lied Nic Fit auf ihrem Album Dirty. 2006 war die Band auf dem Soundtrack des Dokumentarfilms American Hardcore vertreten. 2013 erschien der Fotoband Hard Art, DC 1979 des zweifachen Pulitzer-Preisträgers Lucian Perkins, in dem die Untouchables prominent vertreten sind. Die begleitenden Texte des Buchs stammen von Sänger MacKaye.

## Stil und Rezeption
US-Hardcore wurde von Jugendlichen entwickelt, die mit Punk nichts mehr anfangen konnten. Um 1980 herum war Punk längst im Kulturbetrieb angekommen. Einigen Jugendlichen war das Musikgenre damit zu etabliert, zu sehr mit dem Kunstbetrieb verquickt, zu inhaltsleer und in der Folge zu alt. Sie entwickelten eigene musikalische Ausdrucksformen, indem sie die Spielgeschwindigkeit steigerten und die Texte radikalisierten und darüber hinaus auf auffällige Kleidung und Accessoires, wie sie im Punk gängig waren, verzichteten. Die Untouchables gehörten in Washington zu den ersten Bands, die sich diesem sich bildenden Genre zugehörig fühlten. Ihre drei veröffentlichten Eigenkompositionen hatten eine Länge von einer bis anderthalb Minuten und zeichneten sich durch eine vergleichsweise hohe Spielgeschwindigkeit aus. Der Journalist Mark Jenkins reihte in der Washington Post die Untouchables in die Reihe anderer früher Dischord-Bands ein und definierte ihre Musik als "roh und intensiv". Das einflussreiche Touch-&-Go-Fanzine deklarierte die Untouchables als eine der Bands, die innerhalb der Washingtoner Szene "von Anfang an dabei" gewesen seien und die mit I Hate You "the quintessential D.C. anthem" ("die perfekte D.C.-Hymne") geschrieben hätten. Michael Hampton (S.O.A.) bezeichnete "Hemmungslosigkeit und chaotische Energie" als Kennzeichen der Liveauftritte der Untouchables. Das in Ohio ansässige Fanzine Noise bezeichnete die Untouchables als eine der drei Bands, auf die die Washingtoner Hardcoreszene zurückgehe. Ian MacKaye als Beteiligter führte in einem Interview das Entstehen der D.C.-Hardcore-Szene auf den Einfluss von nur neun Personen zurück: Den der Teen Idles, der Untouchables und Henry Rollins.

## Diskografie (Kompilationsbeiträge)
- Flex Your Head (1982, Dischord Records)
- 20 Years of Dischord (2002, Dischord Records)
- American Hardcore: The History of American Punk Rock 1980-1986 (2006, Rhino Records)